# Alexander Weber
Alexander Weber, född den 4 januari 1978 i Bielefeld, Tyskland, är en tysk fäktare som tog OS-brons i herrarnas lagtävling i sabel i samband med de olympiska fäktningstävlingarna 2000 i Sydney.